# Salix yoshinoi
Salix yoshinoi (em japonês:  yoshino-yanagi) é uma espécie de salgueiro nativa do centro do Japão. É uma árvore Caducifólia, atingindo uma altura de 2525 m (82 pé).